# Sistema bibliotecario della Valtrompia

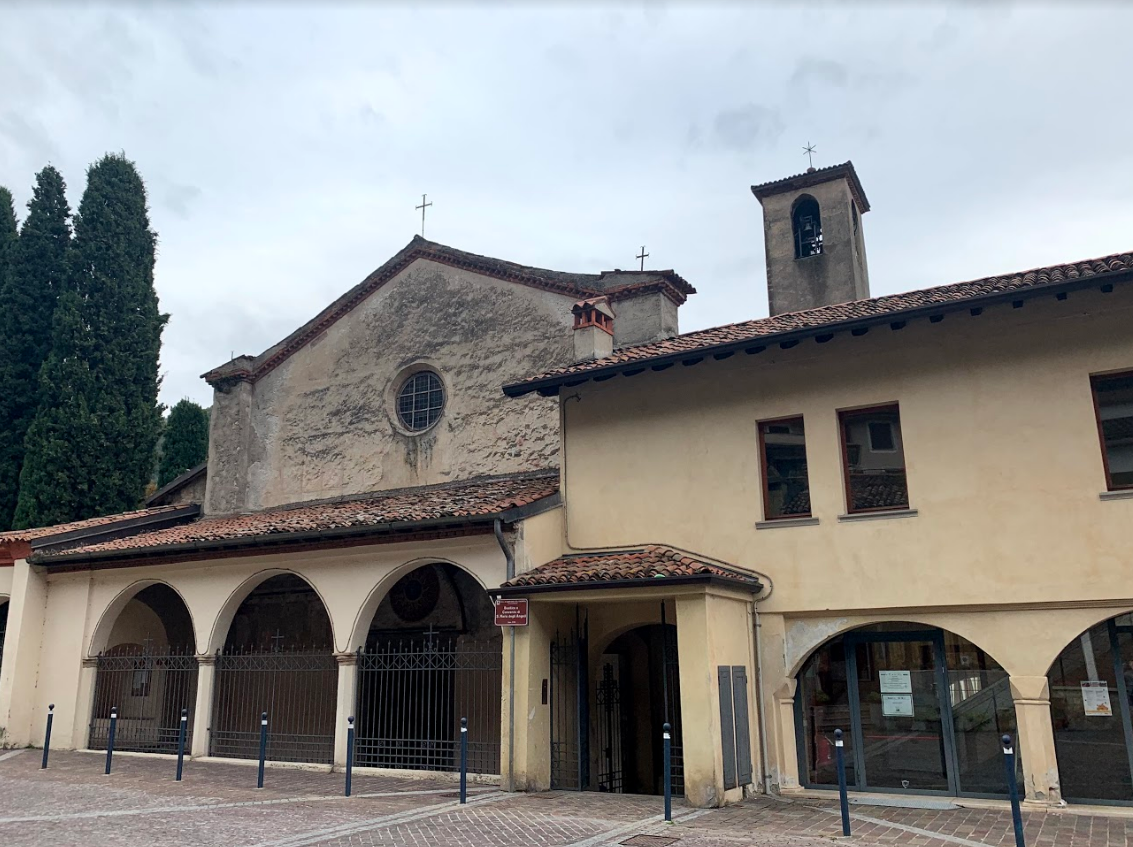
Il complesso conventuale di S. Maria degli Angeli, sede del Sistema Bibliotecario Valle Trompia e del SIBCA.

Il sistema bibliotecario di Valle Trompia, istituito nel 1992 dalla Comunità montana di Valle Trompia, ad oggi comprende 20 comuni della zona a nord di Brescia: i 18 comuni della valle Trompia (Bovegno, Bovezzo, Brione, Caino, Collio, Concesio, Gardone Val Trompia, Irma, Lodrino, Lumezzane, Marcheno, Marmentino, Nave, Pezzaze, Polaveno, Sarezzo, Tavernole sul Mella e Villa Carcina) ed i comuni limitrofi di  Gussago e Collebeato. È parte del Sistema dei Beni Culturali e Ambientali di Valle Trompia (SIBCA) e, insieme ad altri sei sistemi bibliotecari, partecipa alla Rete bibliotecaria bresciana , coordinata dall'ufficio biblioteche della Provincia di Brescia.

## Servizi per le biblioteche
L'ufficio del sistema bibliotecario offre alle biblioteche associate i seguenti servizi:
- Gestione del Centro Operativo di Sistema, che collabora con il Centro di Catalogazione Provinciale alla catalogazione centralizzata dei documenti
- Servizio di Prestito interbibliotecario, in collaborazione con tutte le biblioteche bresciane e con l'Ufficio biblioteche della Provincia di Brescia
- Consulenza bibliografica e biblioteconomica
- Attività di coordinamento
- Progettazione e realizzazione di attività culturali dirette alla diffusione della lettura e del libro (incontri con l'autore, mostre bibliografiche, letture teatrali, progetti speciali,…).
- Informazione sui servizi offerti e le attività svolte dalle biblioteche e dalla rete di cooperazione
- Gestione del personale delle biblioteche di base e dei punti di prestito (individuazione, verifica delle competenze tecnico-biblioteconomiche richieste dalla cooperazione, analisi dei risultati, supporto,…) in raccordo con i Comuni titolari dei servizi
- Sostegno ai piccoli comuni per l'apertura delle biblioteche (la CMVT si fa carico del 50% dei costi per il personale)
- Elaborazione dati statistici e documentazione di risultato in raccordo con Provincia di Brescia e Regione Lombardia (Banca Dati anagrafe biblioteche)
- Programmazione e pianificazione: elaborazione Piano annuale del Sistema e Programma triennale unificato, in raccordo con Provincia di Brescia e Regione Lombardia (Banca Dati Anagrafe Biblioteche)
- Predisposizione gare d'appalto e liste di accreditamento
- Elaborazione di Linee guida per l'armonizzazione delle procedure
- Rapporti con la Rete Bibliotecaria Bresciana e la Provincia di Brescia
- Raccordo con le realtà archivistica e museale
- Elaborazione e realizzazione di progetti speciali (Campagna Nati per Leggere in Valle Trompia, Mostre bibliografiche itineranti, ecc.)
- Aggiornamento: organizzazione di giornate di studio rivolte ad operatori, docenti e amministratori  e aggiornamento professionale dei bibliotecari
- Elaborazione di bibliografie tematiche per la libera lettura, ricerche e attività didattiche